# Rhynchina taruensis
Rhynchina taruensis là một loài bướm đêm trong họ Erebidae.